# La Cabaña
La Cabaña är en ort i Mexiko.   Den ligger i kommunen Dolores Hidalgo och delstaten Guanajuato, i den centrala delen av landet, 270 km nordväst om huvudstaden Mexico City. La Cabaña ligger 2 049 meter över havet och antalet invånare är 122.
Terrängen runt La Cabaña är kuperad åt sydväst, men åt nordost är den platt. Runt La Cabaña är det ganska tätbefolkat, med 93 invånare per kvadratkilometer. Närmaste större samhälle är Dolores Hidalgo, 12,1 km öster om La Cabaña. Trakten runt La Cabaña består i huvudsak av gräsmarker.